# Никитин, Владимир Архипович
Владимир Архипович Ники́тин (1928—1999) — советский театральный режиссёр.

## Биография
Родился 9 февраля 1928 года.С рождения и до 1979 года  года жил в Ульяновске. Организовал кукольную труппу, где был актером, и которая стала основой будущего театра. С 1955 возглавил Ульяновский областной театр кукол. Окончил Высшие режиссерские курсы С. В. Образцова при ГИТИСе. В 1979 — 1989 годах был главным режиссером Калининского театра кукол. За годы творческой деятельности поставил  сотни кукольных спектаклей для детей и взрослых, пользовавшихся большим успехом, ввёл в кукольные спектакли живых актёров и ростовые куклы.
Последние годы жил в Ульяновске. Умер 28 ноября 1999 года. Похоронен в Ульяновске на Северном кладбище (Ишеевском) кладбище.

## Творчество
- «Божественная комедия» И. В. Штока
- «Чертова мельница» И. В. Штока
- «Конёк-Горбунок» П. П. Ершова
- «Сказание о Лебединце-граде»
- «Пудик ищет песенку» И. А. Булышкиной (ставился в Ульяновске, Москве и Познани (по приглашения местного театра кукол)).
- «Тайна дома утят» Д. Урбана
- «Лошарик» (Г. Цыферов)

В «Тверской» период режиссерской работы  получил больше творческой свободы и сумел реализовать свои творческие планы по постановке таких спектаклей, как: «Голый король» (Е. Шварц),  «Страницы истории» (по «10 дням, которые потрясли мир» Джона Рида), «До третьих петухов» (В. Шукшин) 
... Лебединой песней «тверского периода» стала реализация давней творческой мечты режиссёра — спектакль «Мастер и Маргарита» (по М. А. Булгакову).

## Признание
- Заслуженный деятель искусств РСФСР (24.09.1975) — за спектакль «Пудик ищет песенку»
- Государственная премия РСФСР имени К. С. Станиславского (1983) — за постановку спектаклей в 1980—1982 годах на сцене Калининского ГТК